# Дент, Эдуард Джозеф
Эдуард Джозеф Дент (англ. Edward Joseph Dent; 6 июля 1876, Рибстон, Йоркшир — 22 августа 1957, Лондон) — британский музыковед.
Окончил Итонский колледж и Кембриджский университет, где с 1902 г. преподавал, а затем в 1926—1941 гг. был профессором музыки. В промежутке в 1918—1926 гг. преимущественно работал в Лондоне как музыкальный критик. Перевёл на английский язык ряд оперных либретто.
Автор книг о творчестве Алессандро Скарлатти (1905), Георга Фридриха Генделя (1933), Вольфганга Амадея Моцарта (1913), Ферруччо Бузони (1934), а также монографии «Основы английской оперы: Очерк музыкальной драмы в Англии XVIII века» (англ. Foundations of English Opera - A Study of Musical Drama in England During the Seventeenth Century; 1928).
Возглавлял Международное общество современной музыки с момента его основания в 1922 г. до 1938 г. и затем повторно в 1945—1947 гг. Одновременно в 1931—1949 гг. был президентом Международного музыковедческого общества.

## Награды
- Мессенджеровские лекции (1937)